# ریش‌پشمیان
ریش‌پشمیان (نام علمی: Dasypogonaceae) نام یک تیره از تک‌لپه‌ای‌ها است. این تیره چهار سرده و ۱۶ گونه دارد.